# Conus zapatosensis
Conus zapatosensis é uma espécie de gastrópode do gênero Conus, pertencente à família Conidae.

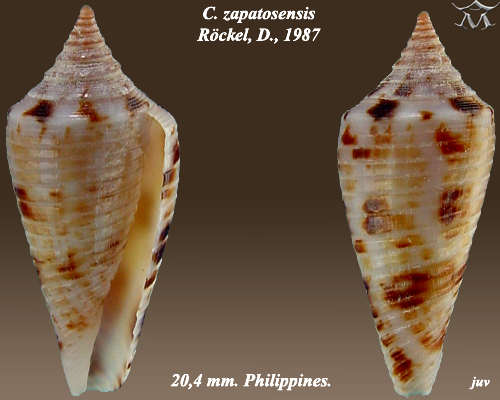